# 2018年平昌オリンピックのウクライナ選手団
2018年平昌オリンピックのウクライナ選手団（2018ねんピョンチャンオリンピックのウクライナせんしゅだん）は、2018年2月9日から23日まで大韓民国江原道平昌で開催された2018年平昌オリンピックのウクライナ選手団、およびその競技結果。

## メダル
| メダル | 選手名                       | 競技                 | 種目           |
| ------ | ---------------------------- | -------------------- | -------------- |
| 金     | オレクサンドル・アブラメンコ | フリースタイルスキー | 男子エアリアル |

## スケート

### フィギュアスケート
- アイスダンス - 1組